# Medal Pamiątkowy 1956
Medal Pamiątkowy 1956 (węg. 1956-os Emlékérem) – odznaczenie Republiki Węgierskiej, ustanowione w 1991 w uznaniu zasług w węgierskim powstaniu 1956, oddanych podczas walki o niepodległość w służbie narodu i w ochronie wolności ojczyzny.
Nadawany był przez Prezydenta Republiki Węgierskiej.
Odznaczono nim około 6600 osób żyjących i 1200 osób pośmiertnie.

## Wygląd
Medal miał kształt okrągły, o średnicy 38 mm. Wykonany był z posrebrzanego brązu. Noszony był na lewej piersi na składanej w trójkąt wstążce o szerokości 40 mm.
Na awersie umieszczono herb Kossutha, otoczony rozdartym łańcuchem, a ten z kolei bluszczowym wieńcem. Powyżej rozdarcia łańcucha umieszczono rok „1956”, a pod tarczą herbową podłożono dwa skrzyżowane miecze z ostrzami skierowanymi w górę.
Na rewersie znajduje się napis „DLA KRAJU I WOLNOŚCI” („A HAZÁÉRT ÉS A SZABADSÁGÉRT”), pod którym znajdują się 3 liście bluszczu.
Istnieją dwie wersje medalu: żyjący otrzymywali medal na białej wstążce, a osoby zmarłe przed jego otrzymaniem otrzymywały medal na wstążce czarnej (na ręce najbliższych krewnych). Oba typy wstążek miały trójkolorowy pasek wzdłuż boków w węgierskich barwach narodowych – zaczynając od krawędzi – czerwono-biało-zielony.